# Тайвассало
Та́йвассало (фин. Taivassalo, швед. Tövsala) — община в провинции Исконная Финляндия, губерния Западная Финляндия, Финляндия. Общая площадь территории — 217,67 км², из которых 77,23 км² покрыто водой.

## Демография
На 31 января 2011 года в общине Тайвассало проживало 1703 человека: 861 мужчина и 842 женщины.
Финский язык является родным для 97,06 % жителей, шведский — для 0,59 %. Прочие языки являются родными для 2,35 % жителей общины.
Возрастной состав населения:
- до 14 лет — 12,21 %
- от 15 до 64 лет — 61,54 %
- от 65 лет — 26,07 %

Изменение численности населения по годам:
| Год  | Численность |
| ---- | ----------- |
| 1990 | 1976        |
| 1995 | 1896        |
| 2000 | 1821        |
| 2005 | 1821        |
| 2010 | 1700        |
| 2015 | 1633        |
| 2020 | 1659        |